# Rudnia (województwo pomorskie)
Rudnia – osada w Polsce położona w województwie pomorskim, w powiecie wejherowskim, w gminie Wejherowo.
W latach 1975–1998 miejscowość położona była w województwie gdańskim.